# Joseph Adam Hartmann

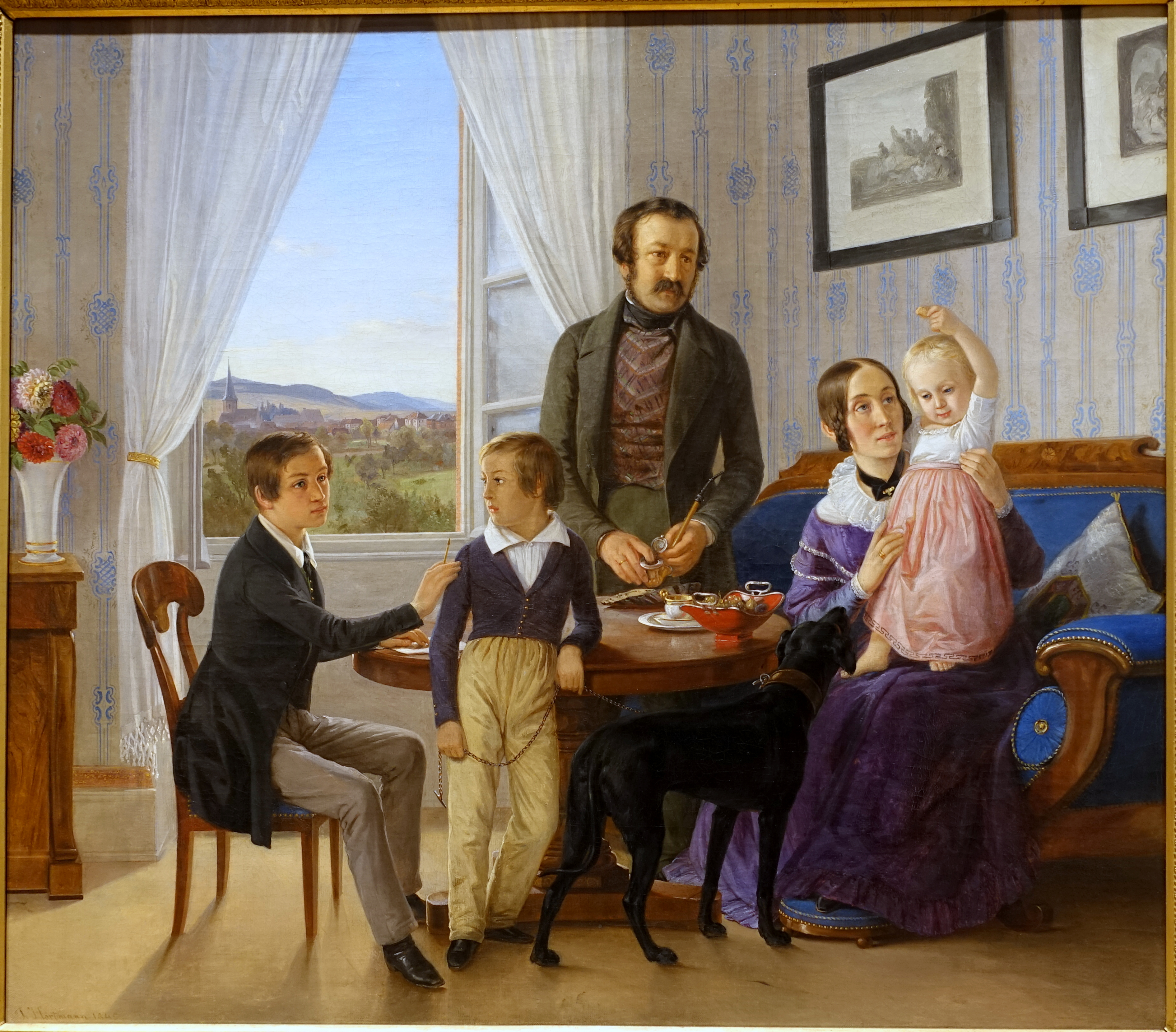
Forstmeister Wilhelm Heinrich Seyd und Familie (1845), Darmstadt, Hessisches Landesmuseum

Joseph Adam Hartmann, Rufname Joseph Hartmann (* 8. Januar 1812 in Lütter/Rhön; † 19. September 1885 in Darmstadt), war ein deutscher Maler.
Joseph Hartmann lebte seit 1833 in München und erhielt dort wahrscheinlich seine Ausbildung zum Bildnismaler. Zwischen 1838 und 1843 stellte er in Darmstadt und in München aus. 1847 wurde er zum Hofmaler des Grafen Albrecht zu Erbach-Fürstenau ernannt und lebte ab 1850 in Darmstadt. Neben Porträts der dortigen großherzoglichen Familie malte er Porträtbilder der bürgerlichen Gesellschaft.